# Тахисуры
Тахисуры, или колючие сомы (лат. Tachysurus) — род пресноводных лучепёрых рыб из семейства косатковых, обитающих  Азии и один вид в Европе.

## Описание
Взрослые особи представителей рода вырастают от 5 до 66 см. Для них характерны одна пара верхнечелюстных и две пары нижнечелюстных усиков и нёбными зубами, которые могут быть коническими, ворсинчатыми или зернистыми. В желчном пузыре паразитируют миксоспоридии Thelohanellus coeli, Kudoa tachysurae, Kudoa bengalensis, Thelohanellus auerbachi и Zschokkella platystomusi. Жабренными паразитами являются моногенеи Chauhanellus chauhani.

## Классификация
На июнь 2019 года в род включают 13 видов:
- Tachysurus adiposalis (Oshima, 1919)
- Tachysurus argentivittatus (Regan, 1905)
- Tachysurus brashnikowi (Berg, 1907)
- Tachysurus dumerili (Bleeker, 1864)
- Tachysurus fulvidraco (Richardson, 1846) — Косатка-скрипун
- Tachysurus herzensteini (Berg, 1907)
- Tachysurus hoi (Pellegrin & Fang, 1940)
- Tachysurus longispinalis (Nguyen, 2005)
- Tachysurus nitidus (Sauvage & Dabry de Thiersant, 1874)
- Tachysurus nudiceps (Sauvage, 1883)
- Tachysurus sinensis Lacépède, 1803
- Tachysurus spilotus Ng, 2009
- Tachysurus virgatus (Oshima, 1926)